# داود التكريتي
داود بن سلمان الناصري التكريتي  (1273 هـ – 11 ربيع الأول 1360 هـ/4 أيار سنة 1941م) عالم قاض أديب عراقي، وُلد في محلة القلعة بتكريت ونشأ وتعلم فيها القراءة والكتابة من أبيه، سافر إلى عدة مدن طلباً للعلوم الدينية، فذهب أولاً إلى الموصل، فكان داود يدرُس فيها كلَّ أيام الأسبوع، ما عدا يوم الثلاثاء الذي كان عطلة مدرسية، فكان فيها يعمل عند نسّاج لينفق على نفسه، رحلَ إلى البصرة سنة 1321 هـ أو 1342 هـ مرشداً وواعظاً ومفتياً، فتلقاه أهل البصر بقبول حسن، وخاصة في منطقتي السبيليات والحوطة، فكان يقضي الشتاء في البصرة ويعود إلى تكريت صيفاً. درّسَ في المدرسة العلمية في سامراء سنة 1898م، وصار قاضياً في البصرة، ثم ترك القضاء وعاد إلى تكريت إماماً وخطيباً وظلّ يُدرّس ويعظُ ويفتي حتى توفي في تكريت سنة 1941م.

## نسبه
داود بن سلمان بن محمود بن إبراهيم بن عثمان بن عوني بن محمد بن علي بن عبد اللطيف بن حسن (أمير تكريت) بن علي بن حسين بن ناصر، ينتسب إلى عشيرة اللطيفات من البو ناصر، كنيته أبو الفضل ولقبه التكريتي نسبةً إلى مدينته تكريت، ويقال له ملا داود، ويلقب «السيد» إذ ينسب البو ناصر أنفسهم إلى آل النبي محمد.

## إجازاته
أجازه علماء من الموصل وبغداد:

### في الموصل
- الشيخ محمد نور
- الشيخ حسن الحبّار
- الشيخ خضير الحبّار

### في بغداد
- الشيخ عبد السلام الشواف، تلقى داود الإجازةَ منه سنة 1317 هـ
- الشيخ عبد الوهاب البدري
- الشيخ محمد فيضي الزهاوي
- الشيخ يحيى الوتري

## تلامذته
كان للشيخ تلاميذ في البصرة وتكريت أجاز منهم 20 تلميذاً

### في البصرة
- أولاد هاشم النقيب، الذي كان نقيب السادة في البصرة
- يعقوب محمد اليعقوب المعتوق البصري الخُصيبي، أنشأ والده محمد اليعقوب داراً للشيخ داود ليسكن فيها حين كان في منطقة الحوطة، لازمَ يعقوبُ داوداً التكريتي 14 عاماً، وهو الذي حفظَ تراث الشيخ داود، قال فائز طه عمر وبهجت التكريتي في مقالهما (علماء الدين في تكريت) "والحاج أحمد يعقوب المعتوق شديد الحرص على مخطوطات الشيخ داود فهو يحتفظ بها في بيته في مدينة الفلوجة".
- إسماعيل الجرباوي السامرائي، الذي كان مقيماً البصرة

### في تكريت
- الحافظ ملا ياسين
- الحاج صالح محمد الملا التكريتي، المتوفى سنة 1974م
- عبد العزيز أفندي التكريتي
- جمال الدين الآلوسي المتوفى سنة 1993م
- عبد الكريم حمادي الدبّان، المولود سنة 1910م، المتوفى سنة 1993

## كتبه
قال فائز طه عمر وبهجت التكريتي في مقالهما (علماء الدين في تكريت) "والحاج أحمد يعقوب المعتوق شديد الحرص على مخطوطات الشيخ داود فهو يحتفظ بها في بيته في مدينة الفلوجة".
- 1- الأجوب القوية على الأسئلة المولوية
- 2- تحفة الأحباب من المستشردين من الطلاب.
- 3- دُرَر ذوي الأفكار في شرح نظم غاية الاختصار
- 4- مختصر السيد الشريف الجرجاني في علم الفرائض.
- 5- مفيد أهل السنة على منظومة ابن الشحنة، وهو تعليق على منظومة بلاغية،أتمّ داود التعليق عليها في قرية الصنكر بالبصرة، في 25 ربيع الأول 1312 الهجرية في 30 صفحة.
- 6- لب البذور شرح متن الشذور
- 7- العزيزية في الفقه الشافعي
- 8- شرح سُلّم الهداية في التصوف والعقائد:
- 9- رسالة في علم الوضع
- 10- شرح التحفة البصرية: هو شرح لكتاب التحفة البصرية الذي ألّفه عالم مدينة الزبير العراقية محمود المجموعي، شرحه داود التكريتي وأتمّه في 28 ربيع الثاني سنة 1348 الهجرية، والموجود منه خاتمة التحفة البصرية في 124 صفحة.
- 11- عدد زوجات الرسول صلى الله عليه وسلم، (مفقود).
- 12- رسالة في الرد والانتقاد على مدّعي الاجتهاد في هذا الزمان، (مفقودة).
- 13- شرح منظومة الآجرومية: أتمّ في الثالث من المحرم سنة 1336 الهجرية، قال فائز طه عمر وبهجت التكريتي في مقالهما (علماء الدين في تكريت) "ذكر الشيخ يعقوب محمد المعتوق تلميذُ الشارح أن الشيخ عبد الله النوري أحد علماء الكويت وهو عراقي الأصل أخذه ليطبعه في مطابع مصر وفُقدَ في عام 1967م في ظروف معينة وبقيت منه نسخة عند الحاج أحمد المعتوق".[9]
- 14- نجاة أهل الفترة.

## وفاته
توفي في 11 ربيع الأول سنة 1360 هـ الموافقة للرابع من أيار سنة 1941م، ودُفنَ في تكريت، وظل قبره يُزار، وفي سنة 1985 جدّدَ بناء القبر الحاج أمين العلي رئيس عشيرة اللطيفات.